# Dynastie Meklenburských
Dynastie Meklenburských (německy Haus Mecklenburg), nebo jen Meklenburkové, Meklenburští (Mecklenburští) či Niklotovci je německý šlechtický rod a panovnická dynastie s polabskoslovanskými kořeny v rodě Obodritů. Meklenburští či Niklotovci vládli v Meklenbursku v letech 1131–1918. V letech 1131 resp. 1170–1348 vládli jako knížata, poté v letech 1348–1815 jako vévodové, a nakonec v letech 1815–1918 jako velkovévodové. Jako velkovévodská dynastie vládli až do roku 1918 s tím, že od roku 1871 patřilo jak Meklenbursko-Zvěřínsko, tak Meklenbursko-Střelicko do Německého císařství.
Dynastii Meklenburských se podařilo v letech 1364–1389 obsadit v osobě krále Albrechta III. z Mecklenburku švédský královský trůn a v letech 1948–1980 de facto i nizozemský trůn v osobě královny Juliány (dcera vévody Jindřicha Meklenburského), i když de iure v Nizozemsku stále vládne dynastie Oranžsko-Nasavská.
Posledním panovníkem byl meklenbursko-zvěřínský velkovévoda Fridrich František IV., který byl také regentem meklenbursko-střelickým. Současnou hlavou rodu je vévoda Jiří Borwin Meklenburský ze střelické linie rodu.

## Oboritská knížata (cca 1131–1167)

Znak posledních obodritských a prvních meklenburských knížat

Od konce 6. století a počátku 7. století se v Meklendursku usazovaly kmeny slovanských Obodritů (Bodrců) a Varnů. Pod vládou obodritských knížat zde vzniklo v 8. století silné kmenové knížectví, od počátku 10. století postupně podmaňované saskými feudály: Billunžská marka vytvořená roku 937 zaujímala území východně od saského limitu (Limes Saxonicus) až po západní Pomořansko.
- Pribislav († před 1156), kníže obodritský, spoluvládce Niklota
- Niklot – (1131–1160), zakladatel rodu
- Pribislav – (1160–1167), syn Niklota, poslední obodritský a první meklenburský kníže, leník Jindřicha Lva

## Meklenburská knížata (1167–1348)

Znak Meklenburska

Podmanění slovanského Obodritského knížectví dovršil saský vévoda Jindřich Lev. Avšak již roku 1167 obdržel syn obodritského knížete Niklota, kníže Pribislav (poslední obodritský kníže) území zpět jako saské vévodské léno tj. knížectví Meklenburské. Tato obodritská dynastie Niklotovců, jež se záhy poněmčila, zde vládla až do roku 1918, kdy byla zrušena monarchie v Německu. Což je naprostý unikát jak v délce vlády tak tím, že je to německá dynastie se slovanským původem. Dynastie přijala nové rodové jméno podle země, které vládla tj. Meklenburkové / Meklenburští.
V roce 1348 povýšil císař Karel IV. Meklenbursko na vévodství.
- Pribislav – (1167–1178), poslední oboritský a první meklenburský kníže, leník Jindřicha Lva
- Jindřich Borvin I. – (1178–1227)
- Jindřich Borvin II. – (1227–1236)
- Jan I. – (1237–1264)
- Jindřich I. – (1264–1302), manželka Anastasie Pomořanská
- Albrecht I. – (1264–1265)
- Jan II. – (1264–1299)
- Jan III. – (1287–1289)
- Jindřich II. Lev – (1287–1329)
- Albrecht II. – (1329–1348), od roku 1348 vévoda Meklenburský, povýšen císařem Karlem IV., manželka Euphemie Švédská, vnučka krále Magnuse III.

## Vévodové meklenburští (1348–1815)

Znak Meklenburského vévodství

V roce 1348 povýšil císař Karel IV. Meklenbursko na vévodství. Povýšením Meklenburska na říšské vévodství byla definitivně odstraněna lenní závislost na Sasku. V roce 1358 zakoupil vévoda Albrecht II. Meklenburský hrabství Schwerin (Zvěřín). Roku 1442 získala nástupnické právo na Meklenbursko braniborská dynastie Hohenzollernů. Roku 1471 byly spojeny dříve rozdělené meklenburské země pod vládou jednoho rodu v jednotné vévodství.
- Albrecht II. – (1348–1379), do roku 1348 kníže Meklenburský
- Jindřich III. – (1379–1383), syn Albrechta II.
- Magnus I. – (1379–1384), syn Albrechta II.
- Jan IV. – (1384–1422), syn Magnuse I.
- Albrecht III. – (1384–1412), syn Albrechta II. také švédský král (1363–1389)
- Albrecht IV. – (1383–1388), syn Jindřicha III.
- Erik I. – (†1397), syn Albrechta III.
- Albrecht IV. – (1412–1423), syn Albrechta III.
- Jindřich IV. der Dicke – (1422–1477), syn Jana IV.
- Jan V. – (1422–1442), syn Jana IV.
- Jan VI. – (†1474), syn Jindřicha IV.
- Albrecht VI. – (1477–1483), syn Jindřicha IV.
- Magnus II. – (1477–1503), syn Jindřicha IV.
- Baltazar – (1477–1507), syn Jindřicha IV.
- Jindřich V. – (1503–1552), syn Magnuse II.
- Erik II. – (1503–1508), syn Magnuse II.
- Albrecht VII – (1503–1547), syn Magnuse II.
- Jan Albrecht I. – (1547–1576), syn Albrechta VII.
- Filip – (1552–1557), syn Jindřicha V.
- Ulrich III. Meklenburský – (1555–1603), syn Albrechta VII.
- Jan VII. – (1576–1592), syn Jana Albrechta I.
- Adolf Fridrich I. – (1592–1658), syn Jana VII.
- Karel I. – (1603-1610), syn Albrechta VII.
- Jan Albrecht II. – (1610–1636), syn Jana VII.
- Gustav Adolf – (1636–1695), syn Jana Albrechta II.
- (1628–1631) – Albrecht z Valdštejna, dočasný vládce, jiná dynastie, uchvatitel
- Kristián Ludvík I. – (1658–1692), syn Adolfa Fridricha I.

Po vnitřních rodinných rozporech mezi vnukem a synem vévody Adolfa Fridricha I. († 1658) bylo v roce 1701 vévodství opět rozděleno, při zachování jednoty stavů, do dvou částí: Mecklenburska-Zvěřínska (Mecklenburg-Schwerin) a Meklenburska-Střelicka (Mecklenburg-Strelitz). Zakladatelem (mladší) střelické linie byl vévoda Adolf Fridrich II. (1658-1708), jemuž připadlo knížectví Ratzeburg a panství Stargard. Zároveň byla v obou částech zavedena primogenitura.

### Vévodové Meklenburska-Střelicka

Znak vévodství Meklenbursko-Güstrow

Vévodství Meklenbursko-Střelicko bylo utvořeno z území knížectví Ratzeburg a panství Stargard (dnes součástí Šlesvicka-Holštýnska) na části území bývalého vévodství Meklenbursko-Güstrow. Hlavním městem se stal Neustrelitz. Vládla mladší linie rodu. 28. července 1815 bylo povýšeno na velkovévodství.
- Adolf Fridrich II. – (1701–1708), nejmladší syn Adolfa Fridricha I.
- Adolf Fridrich III. – (1708–1752), jeho syn
- Adolf Fridrich IV. – (1752–1794), jeho synovec
- Karel II. – (1794–1815), jeho bratr, od roku 1815 velkovévoda Meklenbursko-Střelický

### Vévodové Meklenburska-Zvěřínska

Znak vévodství Meklenbursko-Zvěřínska

Vévodství Meklenbursko-Zvěřínsko bylo utvořeno na velké části původního Meklenburského vévodství včetně Baltského pobřeží, přibližně na území bývalého Knížectví meklenburského, rostockého, biskupství Zvěřín (Schwerin) a knížectví Werle-Güstrow a Werle-Waren. Hlavním městem se stal Schwerin (Zvěřín). Vládla starší linie rodu, na podstatně větším území než linie mladší resp. střelická. 14. července 1815 bylo povýšeno na velkovévodství.
- Fridrich Vilém – (1692–1713), vnuk Adolfa Fridricha I.
- Karel Leopold – (1713–1728), jeho bratr
- Kristián Ludvík II. – (1728–1756), jeho bratr
- Fridrich II. – (1756–1785), jeho syn
- Fridrich František I. – (1785–1815), jeho synovec, od roku 1815 velkovévoda meklenbursko-zvěřínský

## Meklenburští velkovévodové (1815–1918)
Roku 1808 přistoupila obě vévodství k Rýnskému spolku a roku 1813 se připojila na stranu Pruska proti Napoleonovi. Roku 1815 pak byla obě vévodství (Meklenbursko-Zvěřínsko 14. července a Meklenbursko-Střelicko 28. července) povýšena na velkovévodství a stala se členy Německého spolku. Roku 1866 se v prusko-rakouském sporu o Šlesvicko-Holštýnsko postavila obě velkovévodství opětovně na stranu Pruska a pak následujícího roku (1. července 1867) vstoupila do Severoněmeckého spolku a 18. ledna 1871 se stala spolkovými zeměmi Německého císařství.
V důsledku německé porážky v první světové válce se v listopadu 1918 úplně vyčerpané Německo vzdalo. Následně vypukla v Berlíně, takzvaná listopadová či německá revoluce, jež se rozšířila po celém Německém císařství. Důsledkem revoluce bylo, že postihla celé Německo a byly zrušeny či padly všechny německé monarchie včetně samotného Německého císařství. 14. listopadu 1918 odstoupili oba velkovévodové (resp. velkovévoda Meklenburska-Zvěřínska Fridrich František IV. a jako regent Meklenburska-Střelicka) a oba meklenburské státy byly prohlášeny svobodnými státy resp. Svobodný stát Meklenbursko-Střelicko (Freistaat Mecklenburg-Schwerin) a Svobodný stát Meklenbursko-Zvěřínsko (Freistaat Mecklenburg-Strelitz), které byly až do roku 1933 spolkovými zeměmi tzv. Výmarské republiky. 1. ledna 1934 se sněmy obou zemí pod nacistickým tlakem usnesly na spojení obou zemí.

### Velkovévodové Meklenburska-Střelicka
Dcera velkovévody Adolfa Fridricha V., vévodkyně Jutta Meklenburská se stala manželkou následníka černohorského trůnu korunního prince Danila Petrović-Njegoše, který pocházel ze (čistě) slovanské dynastie.
V roce 1918, kdy zemřel velkovévoda Adolf Fridrich VI. se stal nominálně velkovévodou Karel Michal Meklenburský, vnuk velkovévody Jiřího Meklenburského, ale práva na trůn se de facto vzdal a stal se naturalizovaným Rusem. Když tedy v roce 1918 byl prvním v pořadí na trůn, převzal jeho povinnosti jako regent velkovévoda Fridrich František IV. z Meklenburska-Zvěřínska a poslal mu dopis, že jeho bratranec zemřel a on se stal novým panovníkem, ale zprávu nedostal a do pádu monarchie v listopadu 1918 tak vládl obou meklenburkým zemím velkovévoda Fridrich František IV.
- Karel II. – (1815–1816), předtím vévoda meklenbursko-střelický
- Jiří – (1816–1860)
- Fridrich Vilém – (1860–1904)
- Adolf Fridrich V. – (1904–1914)
- Adolf Fridrich VI. – (1914–1918)
  - Fridrich František IV. – (1918), jako regent za vévodu Karla Michala, který se vzdal práva na trůn a žil v Rusku

### Velkovévodové Meklenburska-Zvěřínska
Jak bylo uvedeno výše, v roce 1918 se stal regentem Meklenburska-Střelicka právě zvěřínský velkovévoda Fridrich František IV. a de facto tak spojil oba státy pod jednoho panovníka.
- Fridrich František I. – (1815–1837), předtím vévoda Meklenbursko-Zvěřínský
- Pavel Fridrich – (1837–1842)
- Fridrich František II. – (1842–1883)
- Fridrich František III. – (1883–1897)
- Fridrich František IV. – (1897–1918), v roce 1918 regent Meklenburska-Střelicka

## Hlavy rodu po roce 1918
linie meklenbursko-střelická
I když se vévoda Karel Michal po první světové válce oficiálně vzdal práva na trůn zůstal hlavou rodu až do své smrti v roce 1934. Jelikož ale zemřel svobodný a bezdětný stal se hlavou rodu a následníkem nároků nyní na oba meklenburské trůny jeho synovec vévoda Jiří, kterého adoptoval. Po smrti vévody Jiřího se již nárok na oba trůny a funkce hlavy rodu opět dědí z otce na syna, v linii Meklenbursko-Střelické.
- Karel Michal Meklenburský – (1918–1934), adoptoval morganatického synovce Jiřího, čímž získal nárok na trůn
- Jiří, vévoda Meklenburský – (1934–1963), adoptovaný synovec Karla Michala
- Jiří Alexander, vévoda Meklenburský – (1963–1996), jeho syn
- Borvin, vévoda Meklenburský – (od 1996), jeho syn

linie meklenbursko-zvěřínská
- Fridrich František IV. – (1918–1945)
- Fridrich František – (1945–2001), zemřel bezdětný, po jeho smrti linie vymřela po meči.

## Nevládnoucí členky rodu
- Ludgarda Meklenburská – manželka polského krále Přemysla II. Velkopolského
- Jutta Meklenburská – černohorská korunní princezna, manželka následníka trůnu prince Danila Černohorského